# Батталов, Магомедрасул Вагидович
Магомедрасул Вагидович Батталов (5 февраля 1959 (по другим данным 1960), Буйнакск, Дагестанская АССР, РСФСР, СССР) — советский борец классического стиля, призёр чемпионатов СССР. Директор женского гандбольного клуба «Лада».
Главный тренер России по женской борьбе.

## Биография
По национальности — аварец. Отец аварец, мать кумычка.
Вольной борьбой начал заниматься с 1970 года. Воспитанник спортивной школы «Трудовые резервы» Уфы, занимался у Ахмеда Гайдарова, Владимира Бормана и Валерия Севрюкова. Двукратный серебряный призёр чемпионатов СССР. Победитель международных турниров в Казахстане (1980), Италии (1980), Франции (1985, 1987, 1988), Турции (1988), Югославии (1985), Болгарии (1981), на Кубе (1986).

## Трудовая деятельность
- 1979—1982 — инструктор ВДСО «Трудовые резервы» в г. Уфе.
- 1982—1989 — работник Уфимского моторостроительного производственного объединения.
- 1991—1992 — заместитель генерального директора Малого предприятия «Башкирия» в г. Уфе.
- 1992—2000 — заместитель председателя Союза ветеранов Афганистана в г. Уфе.
- 2000—2003 — начальник конно-спортивной базы ЦСКА в г. Москве.
- 2005—2006 — технический директор «ВИП-ТВ» в г. Москве.
- 2006—н.в. — директор женского гандбольного клуба «Лада» г. Тольятти.

## Личная жизнь
В 1977 году окончил школу № 9 Буйнакска. В 1989 году окончил Московский технологический институт, факультет экономики. В 2010 году окончил Северо-Кавказскую академию государственной службы по специализации «Государственная служба» в Ростове-на-Дону.
Старший брат: Абдулбасир также борец классического стиля. Женат, есть дочь Жанетта, 2000 года рождения.

## Достижения
- Чемпионат СССР по классической борьбе 1985 — ;
- Чемпионат СССР по классической борьбе 1987 — ;